# Stephen DeRosa
Stephen DeRosa (10 de junio de 1968) es un actor estadounidense de teatro y televisión.

## Primeros años
Asistió a la Universidad de Georgetown en Washington D. C., y en 1995 se graduó en la Yale School of Drama en New Haven, Connecticut, con una maestría en Bellas Artes.

## Carrera
Aunque la carrera de DeRosa ha sido principalmente en le teatro, también ha trabajado en televisión.
Apareció en una producción de You Can't Take It With You para The Acting Company at Playwrights Horizons, junto a F. Murray Abraham.
También es conocido por interpretar al cantante y comediante Eddie Cantor en la serie de HBO, Boardwalk Empire.

## Trabajos

### Televisión
- The Man Who Came to Dinner (telefilme, 2000).
- Como actor invitado en las series Law & Order, Third Watch y Ugly Betty.
- Boardwalk Empire (2010)